# Mali zeleni možje
Mali zeleni možje (ukrajinsko зелені чоловічки, latinizirano: zeleni čolovičky) so bili ruski vojaki, ki so ob ruskem napadu na Ukrajino leta 2014 nosili neoznačene uniforme. Aktivni so bili tik pred in med rusko zasedbo Krima in med vojno v Donbasu. Uporabljali so običajno orožje in opremo ruske vojske, bili so zamaskirani ter nosili neoznačene zelene vojaške uniforme.
Med februarjem in marcem 2014 so ruski vojaki brez oznak zasedli in blokirali mednarodno letališče Simferopol, večino ukrajinskih vojaških baz in vrhovno rado avtonomne republike Krim. Izraz mali zeleni možje se je uporabljal tudi za ruske vojake (pogosto predstavljene kot »proruske separatiste«) v vojni v Donbasu, vpletenost v katero Rusija prav tako ni želela priznati.
V ruskih medijih so bili te ruski vojaki poimenovani z evfemizmom vljudni ljudje, ker so se držali zase in večinoma niso posegali v civilno življenje, hkrati pa so zavračali interakcije z novinarji.
Po dveh mesecih laganja je 17. aprila 2014 ruski predsednik Vladimir Putin priznal, da je ruska vojska napadla Ukrajino. Številni drugi viri, vključno z ruskimi režimskimi mediji, so potrdili, da so bili mali zeleni možje operativci iz posebnih enot. Verjetno so vključevali tudi padalce ruskih zračno-desantnih sil, in plačance iz skupine Wagner, ki jo financira ruska država. Njihov status - vojaki ki delujejo po ukazih Rusije - je bil vedno zanikan, samo državljanstvo pa ne. Vodja ruske marionetna republike Doneck, Aleksander Borodaj, je priznal, da se je v ukrajinskem Donbasu proti Ukrajini borilo 50.000 ruskih državljanov do avgusta 2015 in trdil, da bi morali prejeti enake ugodnosti kot drugi ruski vojni veterani, čeprav je hkrati zanikal, da jih je poslala ruska vlada.

## Analiza orožja in opreme
Marca 2014 je finska revija Suomen Sotilas (Finski vojak) objavila analizo orožja in opreme na fotografijah neoznačenih vojakov.
V članku so izpostavili več kosov orožja, ki jih uporablja samo ruska vojska:
- Nove maskirne bojne uniforme EMR
- Novi taktični jopiči 6Š112 ali 6Š117
- Nove kompozitne čelade 6B7-1M
- Novi mitraljezi PKP
- Kompozitne čelade 6B26 (uporabljajo jih samo padalske enote Rusije)
- Taktični jopiči 6Š92-5 (uporabljajo ga samo padalske enote Rusije)
- Bojna uniforma Gorka-3 (uporabljajo jo samo ruske posebne enote in gorske čete)
- Taktični jopič Smerš AK/VOG (uporabljajo ga samo ruske posebne enote)

Članek nadaljuje s sklepom, da so te enote z zelo veliko verjetnostjo 45. gardni ločeni izvidniški polk VDV s sedežem v Kubinki v Moskvi.
Drugi mediji so objavili fotografijo neoznačenega ruskega vojaka, oboroženega z VSS Vintorez, ki je v uporabi samo v ruskih posebnih enotah.

## Uradni ruski odzivi
Sprva je Vladimir Putin trdil, da možje v zelenem niso del ruske vojske, ampak del »lokalne milice«, ki je »zasegla orožje ukrajinske vojske«. General Natovega zavezniškega poveljstva za operacije, Philip Breedlove, je dejal, da so bili ti "zeleni možje" v resnici ruski vojaki.
Marca 2014 je Putin še naprej vztrajal, da ni bilo nobene vnaprej načrtovane intervencije ampak da so »dobro oborožene, tesno usklajene skupine, ki so zavzele letališča in pristanišča na Krimu na začetku vdora – bile zgolj spontane 'samoobrambne skupine', ki so svoje uniforme ruskega videza morda nabavile v lokalnih [vojaških] trgovinah«. Ukrajinska zakonodaja ne dovoljuje prodaje ali nošenja strelnega orožja z izjemo za lov.
17. aprila 2014 je Putin prvič javno priznal, da so bile ruske posebne enote vpletene v okupacijo Krima, vendar samo da bi »zaščitile lokalno prebivalstvo« in ustvarile pogoje za »referendum«. Pozneje je priznal, da so blokade ukrajinskih baz na Krimu delo ruske vojske in ne »lokalnih milic« kot je trdil pred tem.
Na vprašanje o prisotnosti ruskih vojakov na Krimu je ruski obrambni minister Sergej Šojgu dejal: »Glede izjav o uporabi ruskih specialnih enot v ukrajinskih dogodkih lahko rečem le eno. – težko je iskati črno mačko v temni sobi, sploh če je ni,« in skrivnostno dodal, da bi bilo iskanje mačke »neumno«, če je mačka »inteligentna, pogumna in vljudna« (v ruskih medijih so bili neoznačeni vojaki imenovani vljudni ljudje).
Aprila 2015 upokojeni ruski admiral Igor Kasatonov rekal, da so bili mali zeleni možje člani ruskih posebnih enot Spetsnaz. Po njegovih informacijah je napotitev ruskih vojakov na Krim vključevala šest pristankov helikopterjev in tri pristanke letal Iljušin Il-76 s 500 vojaki.